# 黃璽文
黃璽文（1972年10月29日—2020年10月8日），中國國民黨籍高雄市政治人物，出身高雄鳳山望族，父親黃八野為高雄紅派大老曾任鳳山市長。1998年首次參選高雄縣議員，並以26歲之姿當選高雄縣議會副議長，成為全國最年輕的副議長，2004年轉戰立法委員選舉失利。
2016年獲得中國國民黨徵召再度參選立法委員，最終仍敗給尋求連任的許智傑，立委選舉失利後因病淡出政壇，2020年10月8日病逝。

## 選舉紀錄
| 年度 | 選舉屆數               | 選舉區           | 所屬政黨     | 得票數 | 得票率 | 當選標記 | 備註 |
| ---- | ---------------------- | ---------------- | ------------ | ------ | ------ | -------- | ---- |
| 1998 | 第十四屆高雄縣議員選舉 | 高雄縣第一選舉區 | 無黨籍       | 7,766  | 6.29%  |          |      |
| 2002 | 第十五屆高雄縣議員選舉 | 高雄縣第一選舉區 | 無黨籍       | 5,451  | 5.14%  |          |      |
| 2004 | 第六屆立法委員選舉     | 高雄縣選舉區     | 無黨團結聯盟 | 6,585  | 1.21%  |          |      |
| 2005 | 第十六屆高雄縣議員選舉 | 高雄縣第一選舉區 | 無黨籍       | 4,736  | 3.34%  |          |      |
| 2012 | 第八屆立法委員選舉     | 高雄市第八選舉區 | 中國國民黨   | 58,967 | 31.62% |          |      |

## 外部連結
- 鳳山有光黃璽文立委候選人官方網站 （页面存档备份，存于）